# Дом Либмана (Одесса)
Дохо́дный дом Ли́бмана — памятник архитектуры городского значения конца XIX века в Одессе, расположенный в Приморском районе города по адресу Преображенская улица, дом № 23 (на углу с Садовой улицей):42.

## История здания

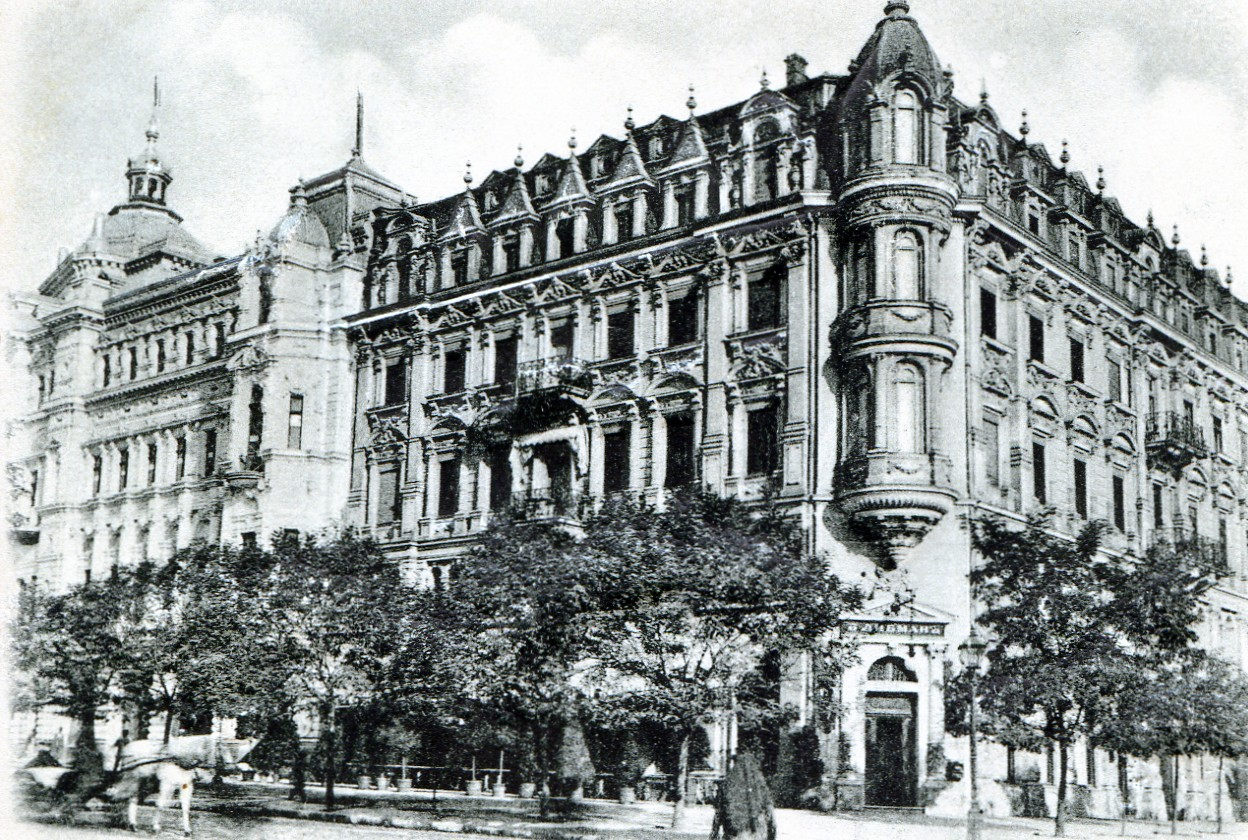
Дом Либмана, конец XIX ст.

Здание было построено в 1887—1888 годах по заказу одесского предпринимателя Бернгарда Эрнестовича Либмана, с 1867 года производившего и реализовывавшего в Одессе хлеб и кондитерские изделия. Здание возведено на месте гауптвахты (первое здание гауптвахты было построено в 1817—1819 годах инженером И. И. Кругом, перестраивалось в 1822—1823 годах архитекторами Ф. К. Боффо и Д. Фраполли и в 1859 году архитектором И. А. Фандер-Шкруфт):102. Автором проекта был одесский архитектор Эдуард Меснер (при участии И. А. Моргулиса и А. Нисса А.). Стоимость проекта составила 240 000 рублей.

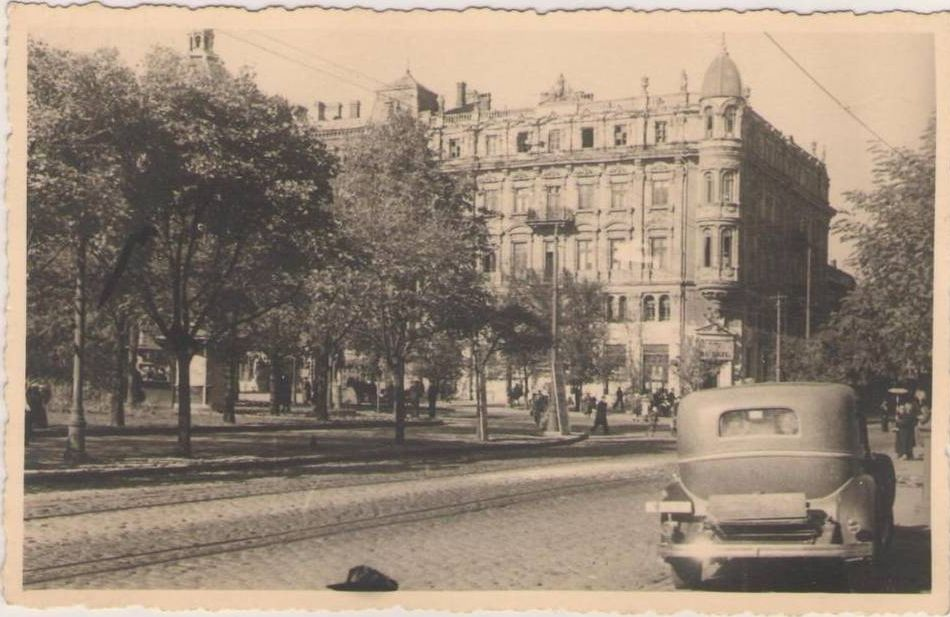
Дом Либмана в 1942 году

Кроме пекарни и кондитерской, здесь также существовала кофейня Либмана с бильярдными комнатами, оборудованными отдельно от общего помещения. Она пользовалось особой популярностью в городе, поскольку была оборудована по последнему слову техники — имела электрическое освещение и т. д.
В начале XX века анархистка Маруся Никифорова, принявшая концепцию немотивированного террора, совершила здесь террористический акт, бросив в кафе бомбу.
Дом и кафе, находящееся в нём, описан в рассказах «Скворцы» Александра Куприна (1916), «Галя Ганская» Ивана Бунина (написан в период эмиграции), «Хуторок в степи» Валентина Катаева.
В советское время верхние этажи, включая мансарды, были поделены на коммунальные квартиры. На первом этаже располагались различные учреждения, среди которых самые известные — Центральная сберегательная касса № 5340 (конец 1920-х — начало 1930-х годов), румынское издательство «Букул» (в годы оккупации 1941-1944 годы), букинистический магазин Облкниготорга № 19 (1950-е годы).

## Современное состояние
С 2019 года в доме велись реставрационные работы. В сентябре 2022 года, ко Дню города Одессы, большая часть ремонтно-реставрационных работ фасада и кровли Дома Либмана была завершена.